# フラウロス

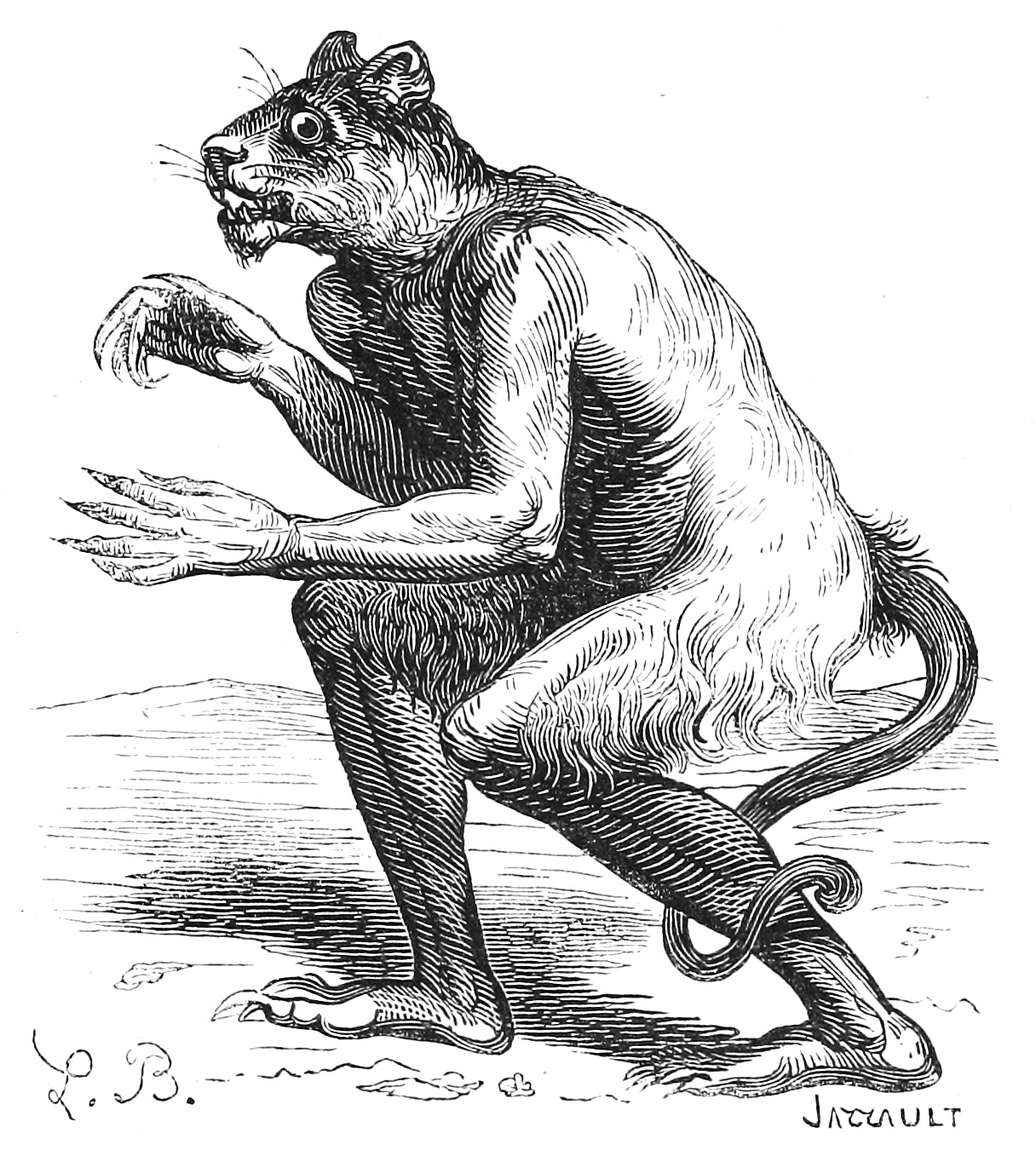
『地獄の辞典』に描かれたフラウロス

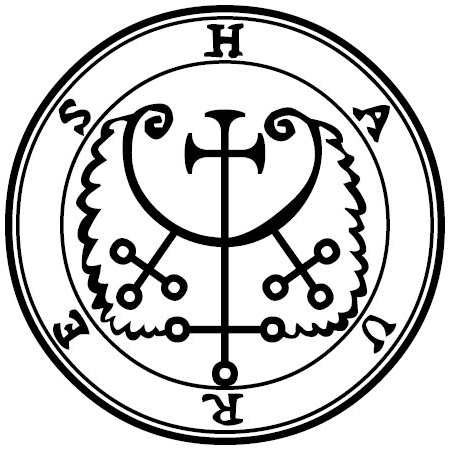
『ゴエティア』に記されたハウレス(Haures)のシジル

フラウロス（Flauros）は、悪魔学における悪魔の一人。

## 概要
ハウラス（Hauras）、ハウレス（HauresまたはHavres）とも呼ばれる。『ゴエティア』によると、72人の魔神の一人で、36軍団を率いる序列64番の地獄の大公爵。『悪魔の偽王国』によると、20軍団を率いる強力な公爵である。
召喚すると、最初は恐ろしく力強い豹の姿で現れるが人間の姿も取る。炎のような目を備えた恐ろしい表情をしているとされ、コラン・ド・プランシーが書いた『地獄の辞典』の挿絵では、立ち上がった豹人間のような姿で描かれている。
過去、現在、未来全ての質問に対して正しく答える力を持つが、魔法陣の三角形の中にいないとフラウロスは必ず嘘をつく。魔法陣の中にいるときは、世界の創造や神聖な事柄、さらには、いかにして悪魔が堕天したのか喜んで語る。また、召喚者の敵を全て焼き尽くす力を持つ。命じれば他の悪魔たちによる誘惑から守ってもらうこともできる。